# Nicolás Freire
Nicolás Omar „Nico” Freire (ur. 18 lutego 1994 w Santa Lucía) – argentyński piłkarz pochodzenia hiszpańskiego występujący na pozycji środkowego obrońcy, od 2024 roku zawodnik amerykańskiego Interu Miami.